# Gamstädt
Gamstädt este o comună din landul Turingia, Germania.